# فورنيكا
فورنيكا (بالإنجليزية: Vrhnika)‏ هي مدينة ومستوطنة تقع في سلوفينيا في Vrhnika Municipality. يقدر عدد سكانها بـ 8,454 نسمة ومساحتها 18.9 كم2 ووترتفع عن سطح البحر 293.1 متر.

## أعلام
- إيفان كانكر